# Länderübergreifende Organisation für Grundwasserschutz am Rhein
LOGAR ist die Abkürzung für Länderübergreifende Organisation für Grundwasserschutz am Rhein (Französisch: Liaison Opérationnelle pour la Gestion de l’Aquifère Rhénan).
Seit den 1990er Jahren genießt die Zusammenarbeit beim Grundwasserschutz mit die höchste Priorität bei der grenzüberschreitenden Zusammenarbeit am Oberrhein. LOGAR ist das zehnte von der EU geförderte Grundwasserschutzprojekt; gefördert werden hier der Aufbau von Datenbanken und die Erstellung von Modellen zur Messung des Schadstoffeintrages, außerdem die Bildung eines Fachnetzwerkes. 
Auf deutscher Seite wird das Projekt mitfinanziert von der baden-württembergischen Landesanstalt für Umwelt, Messungen und Naturschutz und dem Landwirtschaftlichen Technologiezentrum Augustenberg (LTZ), auf französischer von der Agence de l’eau Rhin-Meuse (Wasseragentur Rhein-Maas), der Région Alsace (Region Elsass) und dem französischen Ministère de l’Environnement et du Développement Durable (BRGM, Ministerium für Umwelt und nachhaltige Entwicklung). Weitere Fachpartner sind die französischen Organisationen Association pour la protection de la nappe phréatique de la plaine d'Alsace (APRONA) und Association pour la Relance Agronomique en Alsace (ARAA) sowie das baden-württembergische Landesamt für Geologie, Rohstoffe und Bergbau (LGRB) beim Regierungspräsidium Freiburg.
Seit 1993 gibt es somit eine gemeinsame Datengrundlage und gemeinsame Kriterien zur Bewertung des Grundwassers im Oberrhein-Aquifer. Außerdem können Erkenntnisse über die Bewegung und Verfrachtung der verschiedenen Schadstoffe im Grundwasserstrom gewonnen werden.